# 富山市立城山中学校
富山市城山中学校（とやましりつ しろやまちゅうがっこう）は、富山県富山市婦中町河原町にある公立中学校。

## 沿革
城山中学校
個別に提示された箇所を除いた出典→
- 1947年（昭和22年）4月 - 神保村、古里村による学校組合立城山中学校設立。富川、千里、古里に分教場を設置。同年4月24日に開校式[2][3]。城山青年学校を併設（1948年3月廃止）
- 1948年（昭和23年）12月 - 独立校舎（建坪441坪、校地3,000坪）竣工。
- 1949年（昭和29年）
  - 4月 - 学校組合より音川村が脱退し、池多村を編入。
  - 9月 - 体育館竣工。
- 1951年（昭和26年）8月 - 運動場拡張（総校地5,106坪）
- 1952年（昭和27年）11月 - 校旗を樹立。
- 1956年（昭和31年）3月 - 普通教室4教室増築。養護学級を古里保養所内に設置。
- 1957年（昭和32年）8月 - 23時半からの出火により家庭科室、音楽室、講堂全焼
- 1958年（昭和33年）7月 - 講堂竣工 。
- 1959年（昭和34年）
  - 1月 - 婦中町（旧神保村、古里村）と池多村（平岡地区）の1町1ヶ村の組合立となる[3]。
  - 4月 - 池多村の脱退に伴い学校組合を解消し婦中町立城山中学校となる[3]。
  - 8月 - 温室8坪設置。
- 1960年（昭和35年）
  - 2月 - 養護学級教室、小児病棟増改築工事竣工。
  - 6月 - 校舎増築竣工。
- 1961年（昭和36年）8月 - 給食室改造。
- 1963年（昭和38年）3月 - モニユーマン「早乙女の像」の寄贈があった。
- 1965年（昭和40年）8月 - プール建設竣工。
- 1974年（昭和49年）8月 - 校舎改築工事竣工[4]。
- 1980年（昭和55年）3月 - 体育館ステージ等増築[要出典]
- 1983年（昭和58年）4月 - 心身障害児理解推進校（文部省指定）[要出典]
- 1986年（昭和61年）4月 - 勤労生産学習研究推進校（文部省指定）[要出典]
- 1994年（平成6年）
  - 3月 - 特別教室棟竣工。[要出典]
  - 10月 - 改築工事完成[5]。
- 2002年（平成14年）5月 - 学力向上フロンティアスクール指定（文部科学省指定）。[要出典]
- 2003年（平成15年）6月18日 - 婦中町（当時）議会文教厚生委員会にて、音川中学校との統合後にスクールバスを運行する方針が示された[6]。
- 2004年（平成16年）3月12日 - 新体育館竣工[7]。

音川中学校
個別に提示された箇所を除いた出典→
- 1947年（昭和22年）4月 - 城山中学校音川分教場として開校[9]。
- 1948年（昭和23年）
  - 10月 - 音川村加わる「三ヶ村学校組合立城山中学校音川分校」となる[9]。
  - 12月 - 校舎の起工[10]。
- 1949年（昭和24年）8月 - 校舎新築落成。
- 1950年（昭和25年）8月 - 正式に組合より分離し、音川村立音川中学校と改称。
- 1954年（昭和29年）11月 - 講堂、音楽室、礼法室落成。
- 1959年（昭和34年）
  - 1月 - 婦中町立音川中学校と改称。
  - 8月 - 農具舎竣工。
- 1979年（昭和54年）4月 - 校舎完成[11]。
- 1980年（昭和55年）3月 - 音川中学校体育館完成[11]。

新・城山中学校
- 2004年（平成16年）4月 - 音川中学校と城山中学校が統合して、婦中町立城山中学校となる（4月7日に統合式[7]）
- 2005年（平成17年）4月 - 婦中町が合併で富山市の一部となり、富山市立城山中学校となる
- 2008年（平成20年）3月 - 新校舎完成[12]

## 校舎概要
- 管理教室棟 - RC造3階建て、延床面積4345.81m2[12]
- 体育館 - 鉄骨鉄筋コンクリート造2階建て[7]。延床面積2,137m2[12]。2階に準備運動や軽運動に利用可能なランニング走路を整備。総事業費約4億9,400万円[7]。

## 校訓
- 見つけよう 誇れる自分
- 育てよう 美しい心

## 学校行事

### 1学期
- 4月 - 始業式・入学式・各種検診
- 5月 - 3年修学旅行・中間考査
- 6月 - 市春季総体・期末考査・市民体育大会
- 7月 - 県選手権大会・終業式・県民体育大会
- 8月 - 北信越大会

### 2学期
- 8月 - 始業式
- 9月 - 体育大会・市秋季大会
- 10月 - 学習発表会(合唱コンクール）
- 11月 - 期末考査
- 12月 - 終業式

### 3学期
- 1月 - 始業式・書初め大会・市冬季大会・学年末考査
- 3月 - 卒業式・修了式

## 部活動

### 運動部
- 野球部
- 陸上競技部
- 剣道部
- 卓球部
- バレーボール部
- バドミントン部

### 文化部
- 家庭部
- 美術部
- 吹奏楽部

## 学区
富山市立神保小学校、富山市立古里小学校、富山市立音川小学校

## 交通
- JR西日本高山本線千里駅より徒歩20分